# Ängsgentiana
Ängsgentiana (Gentianella amarella) är en tvåårig liten ört med rödvioletta blommor som blommar från juni till september och förekommer i hela Sverige.
Ängsgentianan trivs på ängsmarker som slåttras och där växtmaterial forslas bort. Sådana marker blir all färre och ängsgentianan är rödlistad i delar av Sverige (regionalt hotad).